# Scyphostegia borneensis
Espèce
Statut de conservation UICN

 LC  : Préoccupation mineure
Scyphostegia borneensis est une espèce de plante à fleur de la famille des Salicaceae. Le genre Scyphostegia est monotypique.

## Description
Scyphostegia borneensis est une espèce d'arbrisseau ou de petit arbre endémique de Borneo. Cette plante inhabituelle est la seule espèce du genre Scyphostegia. 
Scyphostegia borneensis est un petit arbre dioïque dont les feuilles sont alternes, avec des stipules peu visibles. Les inflorescences sont des épis et sont unisexuées. Les fleurs comprennent 6 tépales, les étamines forment une colonne et les carpelles sont minuscules, à l'intérieur d'une structure urcéolée. Le fruit est une capsule charnue. Il s'agit d'une famille curieuse, peut-être apparentée aux Flacourtiaceae.

## Répartition et habitat
Scyphostegia borneensis pousse principalement dans le biome tropical. Il est originaire de Bornéo. Ce taxon se rencontre dans les pays suivants : Indonésie, Malaisie.

## Systématique
Le nom correct complet (avec auteur) de ce taxon est Scyphostegia borneensis Stapf.
Dans de nombreuses classifications taxonomiques, le genre était placé dans sa propre famille, les Scyphostegiaceae. Les analyses des données ADN ont indiqué que l'espèce est apparentée à un groupe d'espèces de la défunte Flacourtiaceae, un groupe qui est maintenant placé parmi la famille des Salicaceae largement circonscrite.